# Challenger de Manama
El Bahrain Ministry of Interior Tennis Challenger es un torneo profesional de tenis. Pertenece al ATP Challenger Tour. Se juega desde el año 2021 sobre pistas de dura al aire libre, en Manama, Baréin.

## Palmarés

### Individuales
| Año  | Campeón             | Finalista          | Resultado        |
| ---- | ------------------- | ------------------ | ---------------- |
| 2021 | Ramkumar Ramanathan | Evgeny Karlovskiy  | 6-1, 6-4         |
| 2022 | No Celebrado        | No Celebrado       | No Celebrado     |
| 2023 | Thanasi Kokkinakis  | Abedallah Shelbayh | 6-1, 6-4         |
| 2024 | Mikhail Kukushkin   | Richard Gasquet    | 7-6(5), 6-4      |
| 2025 | Márton Fucsovics    | Andrea Vavassori   | 6-3, 6-7(3), 6-4 |

### Dobles
| Año  | Campeones                             | Finalistas                                | Resultado           |
| ---- | ------------------------------------- | ----------------------------------------- | ------------------- |
| 2021 | Nuno Borges Francisco Cabral          | Maximilian Neuchrist Michail Pervolarakis | 7-5, 6-7(5), [10-8] |
| 2022 | No Celebrado                          | No Celebrado                              | No Celebrado        |
| 2023 | Patrik Niklas-Salminen Bart Stevens   | Ruben Gonzales Fernando Romboli           | 6–3, 6–4            |
| 2024 | Sergio Martos Gornés Petros Tsitsipas | Vasil Kirkov Patrik Niklas-Salminen       | 3–6, 6–3, [10–8]    |
| 2025 | Vitaliy Sachko Beibit Zhukayev        | Ivan Liutarevich Luca Sanchez             | 6–4, 6–0            |